# پریسا جهانفکریان
پریسا جهانفکریان (زاده ۱۴ فروردین ۱۳۷۴) وزنه‌بردار ایرانی است. جهانفکریان در دسته فوق سنگین، در ۱۲ تیر ۱۴۰۰ سهمیه المپیک توکیو را گرفت و نخستین بانوی المپیکی تاریخ وزنه‌برداری ایران لقب گرفت
اما به دلیل مصدومیت به این مسابقات اعزام نشد.
وی به همراه پوپک بسامی، الهام حسینی، ابریشم ارجمندخواه، مریم زارع، مرضیه قنبری، الناز باجلانی اعضای نخستین تیم ملی وزنه‌برداری زنان ایران اعزامی به مسابقات بین‌المللی را تشکیل دادند.
جهانفکریان در مسابقات قهرمانی آسیا رتبهٔ نهم در گروه A وزن ۸۷ کیلوگرم را کسب کرد.
پریسا جهانفکریان عضو تیم ملی وزنه‌برداری زنان ایران اعزامی به مسابقات قهرمانی وزنه‌برداری جهان ۲۰۱۹ بود (به همراه الهام حسینی، پوپک بسامی، ابریشم ارجمندخواه). این برای نخستین بار بود که تیم زنان ایران در مسابقات جهانی این رشته شرکت می‌کرد.

## زندگی‌نامه
پریسا جهانفکریان در سال ۱۳۷۴ در شهر سی‌سخت استان کهگیلویه و بویراحمد به دنیا آمد. او که در رشته معماری تحصیل کرده، ورزش را در ابتدا با رشته دوومیدانی و پرتاب چکش آغاز کرد و در این رشته به مقام چهارم کشور در رده سنی بزرگسالان دست یافت.
او در دومین دوره مسابقات وزنه‌برداری قهرمانی بانوان کشور استان اصفهان برگزار موفق به کسب سه نشان طلا شد.

## نتایج (به تفکیک مسابقات)

### مسابقات قهرمانی وزنه‌برداری آسیا ۲۰۱۹
پریسا جهانفکریان در رقابت‌های گروه A دسته ۷۸ کیلوگرم بیست و نهمین دوره رقابت‌های قهرمانی آسیا که در نینگبو چین برگزاری شد با ثبت رکورد ۸۲ کیلوگرم در حرکت یکضرب، ۱۰۳ کیلوگرم در حرکت دوضرب و مجموع ۱۸۵ کیلوگرم در جایگاه نهم قرار گرفت. وی در حرکت یکضرب وزنه‌های ۷۳، ۷۸ و ۸۲ کیلوگرم را مهار کرد و در رده نهم ایستاد. در حرکت دوضرب ابتدا وزنه ۹۷ کیلوگرم را نتوانست بالای سر ببرد ولی در مرتبه دوم با موفقیت این وزنه را پشت سر گذاشت و در سومین حرکت دوضرب نیز وزنه ۱۰۳ کیلوگرم را به نام خود ثبت کرد تا هشتم شود و در مجموع با به جا گذاشتن رکورد ۱۸۵ کیلوگرم در رده نهم آسیا قرار گیرد.

### مسابقات قهرمانی وزنه‌برداری جهان ۲۰۱۹
جهانفکریان در رقابت گروه C دسته ۸۷ کیلوگرم به روی تخته رفت. وی در حرکت اول یکضرب توانست ۸۲ کیلوگرم را بالای سر ببرد. وی در حرکت دوم یکضرب توانست ۸۷ کیلوگرم را نیز بالای سر ببرد اما در حرکت سوم یکضرب نتوانست ۹۱ کیلوگرم را بالای سر ببرد. وی در حرکت اول دوضرب توانست ۱۰۴ کیلوگرم را بالای سر ببرد. جهانفکریان در حرکت دوم دوضرب نیز توانست وزنه ۱۱۱ کیلوگرم را بالای سر ببرد. وی در آخرین حرکت خود وزنه ۱۱۶ کیلوگرمی را نتوانست بالای سر خود ببرد و به کارش در این بازی‌ها پایان داد. جهانفکریان در رده‌بندی نهایی در جایگاه بیست و یکم قرار گرفت.

## خلاصه نتایج
| سال                             | محل برگزاری                     | وزن                             | یک‌ضرب (ک‌گ)                      | یک‌ضرب (ک‌گ)                      | یک‌ضرب (ک‌گ)                      | یک‌ضرب (ک‌گ)                      | دوضرب (ک‌گ)                      | دوضرب (ک‌گ)                      | دوضرب (ک‌گ)                      | دوضرب (ک‌گ)                      | مجموع                           | رتبه                            |
| سال                             | محل برگزاری                     | وزن                             | ۱                               | ۲                               | ۳                               | رتبه                            | ۱                               | ۲                               | ۳                               | رتبه                            | مجموع                           | رتبه                            |
| مسابقات قهرمانی وزنه‌برداری جهان | مسابقات قهرمانی وزنه‌برداری جهان | مسابقات قهرمانی وزنه‌برداری جهان | مسابقات قهرمانی وزنه‌برداری جهان | مسابقات قهرمانی وزنه‌برداری جهان | مسابقات قهرمانی وزنه‌برداری جهان | مسابقات قهرمانی وزنه‌برداری جهان | مسابقات قهرمانی وزنه‌برداری جهان | مسابقات قهرمانی وزنه‌برداری جهان | مسابقات قهرمانی وزنه‌برداری جهان | مسابقات قهرمانی وزنه‌برداری جهان | مسابقات قهرمانی وزنه‌برداری جهان | مسابقات قهرمانی وزنه‌برداری جهان |
| ------------------------------- | ------------------------------- | ------------------------------- | ------------------------------- | ------------------------------- | ------------------------------- | ------------------------------- | ------------------------------- | ------------------------------- | ------------------------------- | ------------------------------- | ------------------------------- | ------------------------------- |
| ۲۰۱۹                            | پاتایا، تایلند                  | ۸۷ ک‌گ                           | ۸۲                              | ۸۷                              | ۹۱                              | ۲۲                              | ۱۰۴                             | ۱۱۱                             | ۱۱۶                             | ۲۰                              | ۱۹۸                             | ۲۱                              |

## مهاجرت به آلمان
پریسا جهانفکریان پس از مسابقات جهانی یونان از آلمان تقاضای پناهندگی کرد و با ایران خداحافظی کرد. وی به دلیل آن که در ایران اجازه و محل تمرین نداشت در اردیبهشت ۱۴۰۱ به آلمان مهاجرت کرد.